# ステーフェン・ベルフワイン
ステーフェン・ベルフワイン（スティーヴン・-、Steven Charles Bergwijn、1997年10月8日 - ）は、オランダ・アムステルダム出身のサッカー選手。オランダ代表。アル・イテハド所属。ポジションはFW。

## クラブ経歴

### PSV
アヤックス・ユースでアブデラク・ヌーリと並ぶタレントと見られていたが、最終的に追い出されてPSVのユースに加入。PSVでキャリアをスタートさせ、2014年8月9日、ヨングPSVにてアヒレス'29戦でプロデビューを果たした。2014-15及び2015-16シーズンのエールディヴィジ出場数は一桁にとどまるが、2016-17シーズンには25試合に出場。2017-18シーズンからは主力として定着し、リーグ戦8得点7アシストを記録して2シーズンぶりのリーグ優勝及びチャンピオンズリーグ本選出場に貢献した。2018-19シーズンにはリーグ戦14得点12アシストとキャリアハイの活躍を見せ、同年に飛躍したアヤックスと最後まで競り合っての2位に貢献した。主力として初めて戦うチャンピオンズリーグではバルセロナ、トッテナム、インテルが同居する死の組に入り最下位で敗退したが、最終節では突破を狙うインテルのホームに乗り込み、相手のミスからイルビング・ロサノの先制点をアシストし、1-1での引き分けで敗退に追い込み意地を見せた。2019-20シーズンも引き続き主力として攻撃を牽引。前半戦だけで5得点10アシストを積み上げた。

### トッテナム・ホットスパー
2020年1月29日、トッテナム・ホットスパーFCと2025年までの契約を締結した。移籍金は2670万ポンドとみられている。2月2日、ホームでのプレミアリーグ第25節マンチェスター・シティ戦で左ウィングとして先発、63分にルーカス・モウラの浮き球パスを胸トラップからのダイレクトボレーでゴールを挙げ、2-0での勝利に貢献した。試合後にはマン・オブ・ザ・マッチに選ばれ、さらにクラブの歴史上、デビュー戦でゴールを決めた80人目（1992年のプレミアリーグ開幕からは17人目）の選手となった。以降、ルーカス・モウラと右ウィングの先発を争うポジションに定着。6月19日、第30節のマンチェスター・ユナイテッドFC戦では、27分にハーフライン近くからドリブルでDF2人を抜き去り先制点を挙げたが、試合には1-1で引き分けた。第35節ニューカッスル戦では、1-1で迎えた60分、30mほど離れたハリー・ケインの頭にぴたりと合わせるクロスで、決勝ゴールをアシストした。
2022年1月20日、第16節のレスター・シティ戦では、トッテナムが1点ビハインドで迎えた95分に、味方DFマット・ドハーティの落としたボールを押し込みシーズンリーグ戦初ゴールで同点ゴールをあげる。さらに、レスターのキックオフ直後の96分には、ハリー・ケインのスルーパスで裏に抜け出すと相手GKカスパー・シュマイケルをかわし、ゴールポストに当ててゴールへ流し込む形のシュートで劇的な決勝ゴールをあげ、同試合のマン・オブ・ザ・マッチに選ばれた。

### アヤックス・アムステルダム
2022年7月8日、アヤックス・アムステルダムと5年契約を結び、移籍金は3125万ユーロであることが発表された。

### アル・イテハド
2024年9月2日、アル・イテハドに移籍した。

## 代表経歴
UEFA U-17欧州選手権2014では3得点を挙げ準優勝に貢献、自身も最優秀選手賞を獲得した。
2018年10月13日、UEFAネーションズリーグのドイツ代表戦でフル代表デビューを果たした。
2022年11月、2022 FIFAワールドカップに出場するオランダ代表のメンバーに選出された。

## 所属クラブ
- PSVアイントホーフェン 2014-2020
- トッテナム・ホットスパーFC 2020-2022
- アヤックス・アムステルダム 2022-2024
- アル・イテハド 2024-

## 個人成績
| クラブ           | シーズン | リーグ             | リーグ戦 | リーグ戦 | カップ戦 | カップ戦 | リーグ杯 | リーグ杯 | 国際大会 | 国際大会 | その他 | その他 | 合計 | 合計 |
| クラブ           | シーズン | リーグ             | 出場     | 得点     | 出場     | 得点     | 出場     | 得点     | 出場     | 得点     | 出場   | 得点   | 出場 | 得点 |
| ---------------- | -------- | ------------------ | -------- | -------- | -------- | -------- | -------- | -------- | -------- | -------- | ------ | ------ | ---- | ---- |
| PSV              | 2014-15  | エールディヴィジ   | 1        | 0        | 1        | 0        | -        | -        | 0        | 0        | 0      | 0      | 2    | 0    |
| PSV              | 2015-16  | エールディヴィジ   | 5        | 0        | 2        | 0        | -        | -        | 1        | 0        | 0      | 0      | 8    | 0    |
| PSV              | 2016-17  | エールディヴィジ   | 25       | 2        | 2        | 0        | -        | -        | 6        | 0        | 0      | 0      | 33   | 2    |
| PSV              | 2017-18  | エールディヴィジ   | 32       | 8        | 2        | 0        | -        | -        | 2        | 0        | 0      | 0      | 36   | 8    |
| PSV              | 2018-19  | エールディヴィジ   | 33       | 14       | 0        | 0        | -        | -        | 7        | 1        | 1      | 0      | 41   | 15   |
| PSV              | 2019-20  | エールディヴィジ   | 16       | 5        | 2        | 0        | -        | -        | 10       | 1        | 1      | 0      | 29   | 6    |
| PSV              | 通算     | 通算               | 112      | 29       | 9        | 0        | -        | -        | 26       | 2        | 2      | 0      | 149  | 31   |
| トッテナム       | 2019-20  | プレミアリーグ     | 14       | 3        | 1        | 0        | 0        | 0        | 1        | 0        | 0      | 0      | 16   | 3    |
| トッテナム       | 2020-21  | プレミアリーグ     | 21       | 1        | 1        | 0        | 2        | 0        | 11       | 0        | 0      | 0      | 35   | 1    |
| トッテナム       | 2021-22  | プレミアリーグ     | 25       | 3        | 2        | 0        | 2        | 1        | 3        | 0        | 0      | 0      | 32   | 4    |
| トッテナム       | 通算     | 通算               | 60       | 7        | 4        | 0        | 4        | 1        | 15       | 0        | 0      | 0      | 83   | 8    |
| アヤックス       | 2022-23  | エールディビジ     | 32       | 12       | 4        | 1        | -        | -        | 8        | 2        | 1      | 1      | 45   | 16   |
| アヤックス       | 2023-24  | エールディビジ     | 24       | 12       | 0        | 0        | -        | -        | 7        | 1        | 0      | 0      | 31   | 13   |
| アヤックス       | 2024-25  | エールディビジ     | 1        | 0        | 0        | 0        | -        | -        | 3        | 0        | 0      | 0      | 4    | 0    |
| アヤックス       | 通算     | 通算               | 57       | 24       | 4        | 1        | -        | -        | 18       | 3        | 1      | 1      | 80   | 29   |
| アル・イティハド | 2024-25  | サウジ・プロリーグ | 25       | 13       | 4        | 0        | 0        | 0        | 0        | 0        | 0      | 0      | 29   | 13   |
| アル・イティハド | 通算     | 通算               | 25       | 13       | 4        | 0        | 0        | 0        | 0        | 0        | 0      | 0      | 29   | 13   |
| 総通算           | 総通算   | 総通算             | 254      | 73       | 21       | 1        | 2        | 0        | 59       | 5        | 3      | 1      | 341  | 81   |

| クラブ    | シーズン | リーグ                 | リーグ戦 | リーグ戦 | 合計 | 合計 |
| クラブ    | シーズン | リーグ                 | 出場     | 得点     | 出場 | 得点 |
| --------- | -------- | ---------------------- | -------- | -------- | ---- | ---- |
| ヨングPSV | 2014-15  | エールステ・ディヴィジ | 7        | 3        | 7    | 3    |
| ヨングPSV | 2015-16  | エールステ・ディヴィジ | 20       | 9        | 20   | 9    |
| ヨングPSV | 2016-17  | エールステ・ディヴィジ | 4        | 2        | 4    | 2    |
| 総通算    | 総通算   | 総通算                 | 31       | 14       | 31   | 14   |

## 代表歴

### 出場大会
- オランダ代表
  - 2022 FIFAワールドカップ

### 試合数
- 国際Aマッチ 35試合 8得点（2018年-）[9]

| オランダ代表 | 国際Aマッチ | 国際Aマッチ |
| 年           | 出場        | 得点        |
| ------------ | ----------- | ----------- |
| 2018         | 3           | 0           |
| 2019         | 6           | 0           |
| 2020         | 2           | 1           |
| 2021         | 5           | 1           |
| 2022         | 12          | 5           |
| 2023         | 4           | 1           |
| 2024         | 3           | 0           |
| 通算         | 35          | 8           |

## タイトル

### クラブ
PSVアイントホーフェン
- エールディヴィジ : 3回（2014-15, 2015-16, 2017-18）
- ヨハン・クライフ・スハール : 1回（2017）